# Секретка

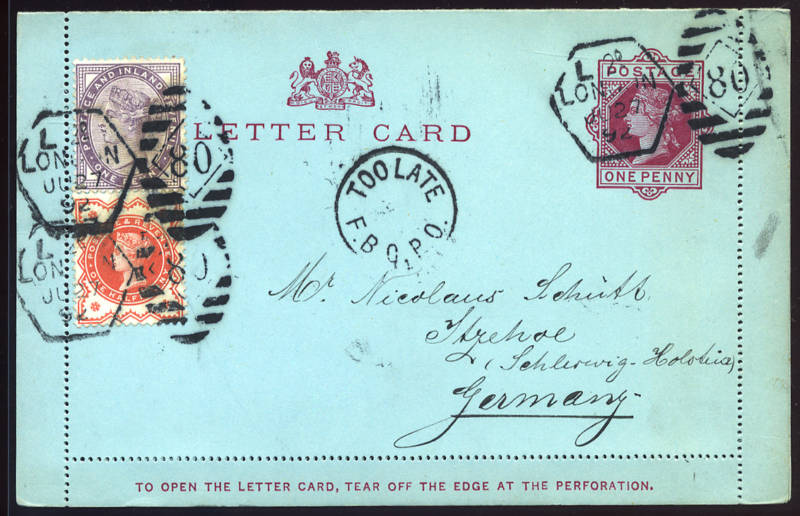
Секретка с впечатанной маркой номиналом в 1 пенни и с доклеенными марками номиналом в 1 и ½ пенни, которая была отправлена из Лондона в Германию (1892). Имеет целые кромки

Секретка (англ. lettercard или letter card) — в филателии вид цельной вещи, представляющий собой складываемый листок бумаги с гуммированными краями для склеивания, на лицевой стороне которого напечатаны знак почтовой оплаты и надписи, характерные для цельных вещей данного государства.

## Терминология
Английские термины «letter card» (буквально «письмо-карточка», то есть «секретка») или «air mail letter card» (буквально «авиапочтовое письмо-карточка», то есть «авиапочтовая секретка») иногда использовались на аэрограммах до 1952 года, когда Всемирный почтовый союз официально признал для этого вида почтовых отправлений название «aerogramme» (с фр. — «аэрограмма»). Однако в отношении аэрограмм указанные английские термины могут ввести в заблуждение. Употребление слова «card» (с англ. — «карточка») подразумевает использование более тяжёлого материала для карточки, тогда как на самом деле многие из этих «карточек» печатались на лёгкой бумаге и были по сути почтовыми листами, а совсем не карточками.

## Описание
Благодаря тому, что секретка складывается, в распоряжении пишущего в два раза больше места для текста сообщения по сравнению с почтовой карточкой. Сообщение пишется на внутренней стороне, затем секретку складывают и запечатывают по краям. Чтобы вскрыть секретку, получатель отрывает перфорированные кромки.
На лицевой стороне секретки напечатан знак почтовой оплаты (в виде почтовой марки), а также помещены надписи, характерные для цельных вещей данного государства.

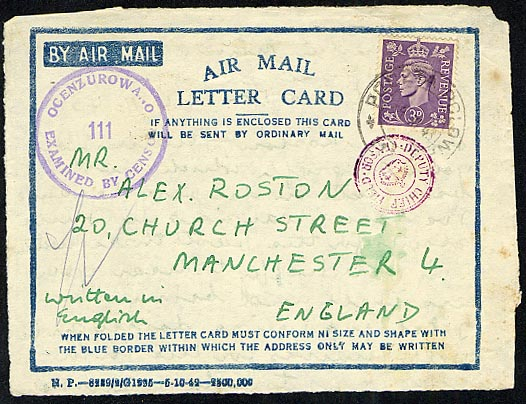
Прошедшая почту в 1943 году ранняя аэрограмма (формуляр авиапочтовой секретки) с надписью «Air Mail Letter Card» («Авиапочтовая секретка»). То, что вместо предоплаченного впечатанного знака почтовой оплаты наклеена почтовая марка, означает, что это не цельная вещь

## История
Секретка была впервые придумана венгром по имени Карой Акин в 1871 году и вышла в свет в Бельгии в 1882 году. Неофициальные выпуски секреток использовались в Великобритании в 1887 году. В 1892 году была эмитирована первая официальная британская секретка. В Ньюфаундленде в 1912 году появились в обращении секретки с оплаченным ответом (reply lettercards), которые включали небольшую карточку для ответа. Секретки никогда не издавались официально в США.

## Классификация
Помимо обычных секреток, выпускались следующие виды секреток:
- двойные секретки, которые представляют собой секретки с оплаченным ответом и производились до 1900 года почтовыми ведомствами Аргентины и Уругвая[7];
- служебные секретки, которые предназначались для служебной переписки[8] и эмитировались в Аргентине в 1879—1890 годах[9];
- спешные секретки, которые служили для ускоренной доставки и были в обращении в Гватемале в 1896—1897 годах[10].

## Разновидности
Коллекционерам секреток приходится иметь дело с их разновидностями не только по печати и цвету, но и по перфорации кромок. Как и в случае почтовых марок, полезным инструментом для коллекционера секреток будет зубцемер.